# Lihadh Al-Gazali
Lihadh Al-Gazali (Amarah, noviembre de 1950) es una genetista iraquí que trabaja sobre trastornos genéticos en los Emiratos Árabes Unidos. En 2008 recibió el Premio L'Oréal-UNESCO.

## Trayectoria
Trabaja en el departamento de Pediatría de la Universidad de los Emiratos Árabes Unidos en al-Aïn. Sus investigaciones tratan sobre la caracterización de los trastornos genéticos en la población de los Emiratos Árabes Unidos, país que presenta una tasa elevada de casamiento entre primos. Su contribución ha permitido demostrar la importancia de una consulta genética para la prevención de estos trastornos.
En 2008 recibió el Premio L'Oréal-UNESCO a Mujeres en Ciencia « por sus contribuciones a la caracterización de los trastornos genéticos ».

## Publicaciones escogidas
- Baasanjav, Sevjidmaa; Al-Gazali, Lihadh (juillet 2011). «Faulty Initiation of Proteoglycan Synthesis Causes Cardiac and Joint Defects». The American Journal of Human Genetics 89 (1): 15–27. PMC 3135799. PMID 21763480. doi:10.1016/j.ajhg.2011.05.021.
- Akawi, NA; Al-Gazali, L; Ali, BR (août 2012). «Clinical and molecular analysis of UAE fibrochondrogenesis patients expands the phenotype and reveals two COL11A1 homozygous null mutations». Clinical Genetics 82 (2): 147–156. PMID 21668896. doi:10.1111/j.1399-0004.2011.01734.x.
- Al-Gazali, Lihadh; Walsh, Christopher A. (décembre 2010). «A Homozygous Mutation in the Tight-Junction Protein JAM3 Causes Hemorrhagic Destruction of the Brain, Subependymal Calcification, and Congenital Cataracts». The American Journal of Human Genetics 87 (6): 882–889. PMC 2997371. PMID 21109224. doi:10.1016/j.ajhg.2010.10.026.
- Al-Gazali, L.; Woods, C. G. (26 octobre 2010). «A novel NGF mutation clarifies the molecular mechanism and extends the phenotypic spectrum of the HSAN5 neuropathy». Journal of Medical Genetics 48 (2): 131–135. PMC 3030776. PMID 20978020. doi:10.1136/jmg.2010.081455.

## Vida privada
Está casada con el neurocirujano Wessam Shather, con quien tiene 3 hijos.